# GT66
GT66とは、軽自動車を使用した日本自動車連盟（JAF）公認のN1クラスのレース。

## 概要
「軽自動車によるJAF公認レースが出来ないか」という発想のもと、2014年1月にJAF公認クラブ「ニッサンスポーツカークラブ(SCCN)」内に設置された「GT66委員会」によって立ち上げられたレースシリーズである。
軽自動車によるJAF公認レースは、以前から自動車メーカーのワンメイクレースとして開催されていたが（2015年現在もホンダ・N-ONEによる「N-ONE OWNER'S CUP」などがある）、より本格的な規定のN1クラスでは行われていなかった。
当初は「GT66」だけの単独シリーズを目指していたが、参加台数を募るも少数だったため、ニッサンスポーツカークラブにて開催の「マーチレース」に併合される形で、2014年6月に第1回が開催された。
その後もマーチレースとの共催で、日産・マーチと混走でレースが開催されていたが、次第に参加者数が減少し、2021年以降はエントリーが無い状況が続いている。

## クラスと車両

### ターボと自然吸気
ターボクラス（GT66T）とNAクラス（GT66N）に分けられる。最低車両重量は、ターボクラスが750kg、NAクラスが600kgとなっている。その他の規定は両クラスで概ね共通である。